# Église des Cordeliers de Paris
Pour les articles homonymes, voir Église des Cordeliers et Cordeliers (homonymie).
Église conventuelle construite au  XIIIe siècle, l'une des plus vastes du vieux Paris faisait partie de l'ensemble du grand couvent des Cordeliers de Paris avec un cloître et un collège. Les Cordeliers est le nom que prirent les Franciscains installés en France. Elle a été le siège pendant la Révolution du Club des Cordeliers. Elle a été rasée au cours du  XIXe siècle.

## Histoire

### Fondation dédiée à Sainte Madeleine

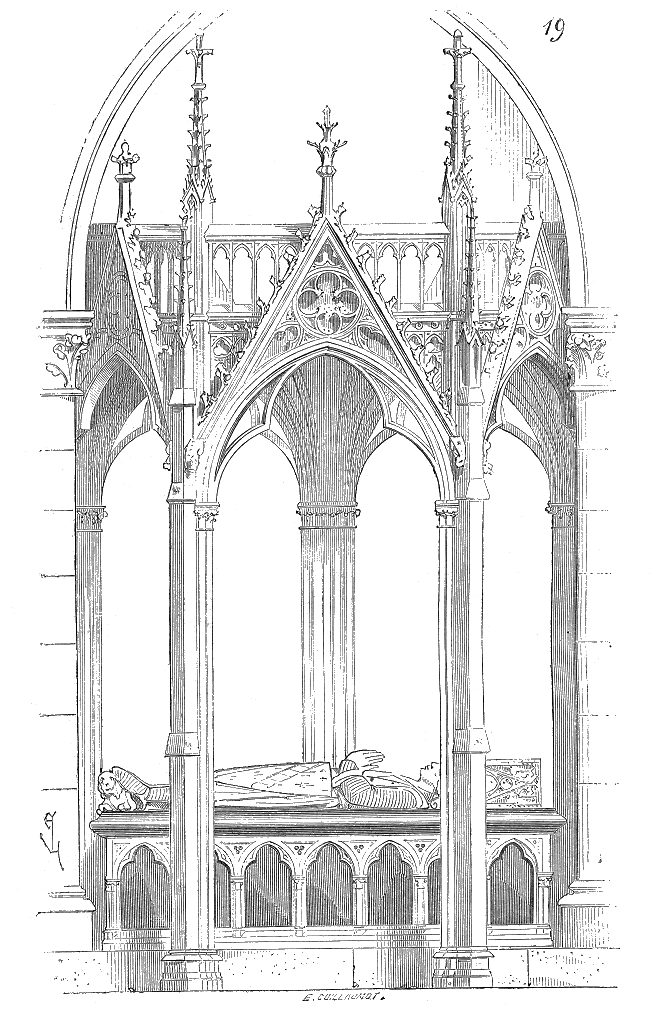
Tombe de Charles, comte d'Étampes, petit-fils de Philippe le Hardi, qui était placée dans l'église des Cordeliers de Paris, derrière le grand autel. Ce comte d'Étampes mourut en 1336, d'après Eugène Viollet le Duc.

- Les Cordeliers occupaient au début un modeste logis qu'ils tenaient de l'abbé de Saint-Germain-des-Prés. Saint Louis leur fournit des ressources nécessaires pour construire leur église[1]. La construction débuta vers 1230.  Elle a été édifiée sous la direction de l'architecte du roi, Eudes de Montreuil. Il avait sculpté son propre tombeau (qui disparut dans l'incendie de l'église des Cordeliers de Paris le 15 novembre 1580)[2]. L'église fut dédiée le 6 juin 1262, sous le titre de Sainte-Madeleine. La nef ne fut terminée que vers 1269. L'église s'élevait parallèlement à la rue des Cordeliers (actuelle rue de l’École de Médecine), sur l'emplacement qu'occupe actuellement la Faculté de Médecine (site des Cordeliers). L'édifice avait 95 mètres de long. Son chœur était orienté vers l'Est comme on peut le voir sur un plan montrant le Couvent, le réfectoire et l’Église des Cordeliers, au milieu du XVIe siècle[3].

### Un grand lieu de rayonnement des Franciscains

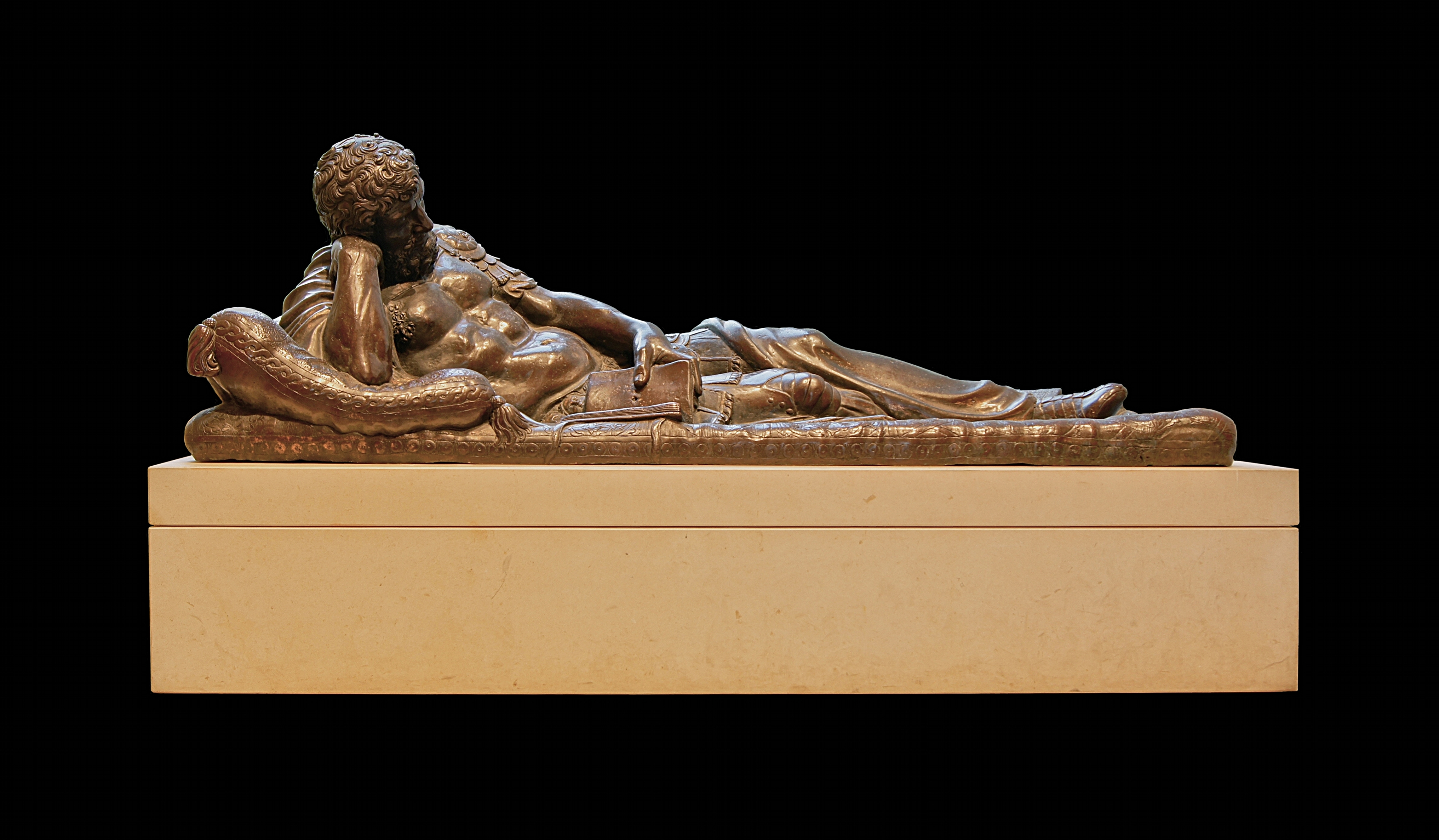
Tombeau d'Albert Pie de Savoie, Comte de Carpi, +1531- Musée du Louvre

- Les premières grandes figures de l'ordre franciscain furent Alexandre de Hales, saint Bonaventure, Jean Duns Scot.  Saint Louis leur confie la construction de la Sainte Chapelle qui présentera une analogie de plan avec le chœur de l'église des Cordeliers.
- En 1305 y fut enterrée la reine Jeanne Ire de Navarre, épouse du roi Philippe IV le Bel.
- Le tombeau de Robert l'Enfant (1317)[4]. À la Révolution, il a été déplacé et se trouve actuellement dans la Basilique Saint-Denis.
- Le tombeau de Marie de Brabant (1254-1322), reine de France, deuxième épouse du roi Philippe III, dit le Hardi en 1274. Elle y fut enterrée, le 21 janvier 1322[5].
- Le tombeau de Charles d'Évreux, comte d'Étampes (1305-1336).
- Le cœur de Louis, comte d'Évreux (1276-1319)[6], fils du roi Philippe III le Hardi et de Marie de Brabant, demi-frère du roi Philippe IV le Bel
- Le cœur de Jeanne d'Évreux (1310-1371), reine de France, troisième épouse du roi Charles IV, dit le Bel. C'est elle qui fit construire un Réfectoire de grande taille (56 m x 17 m x 24 m). Il est la seule partie à subsister du Couvent des Cordeliers[7].

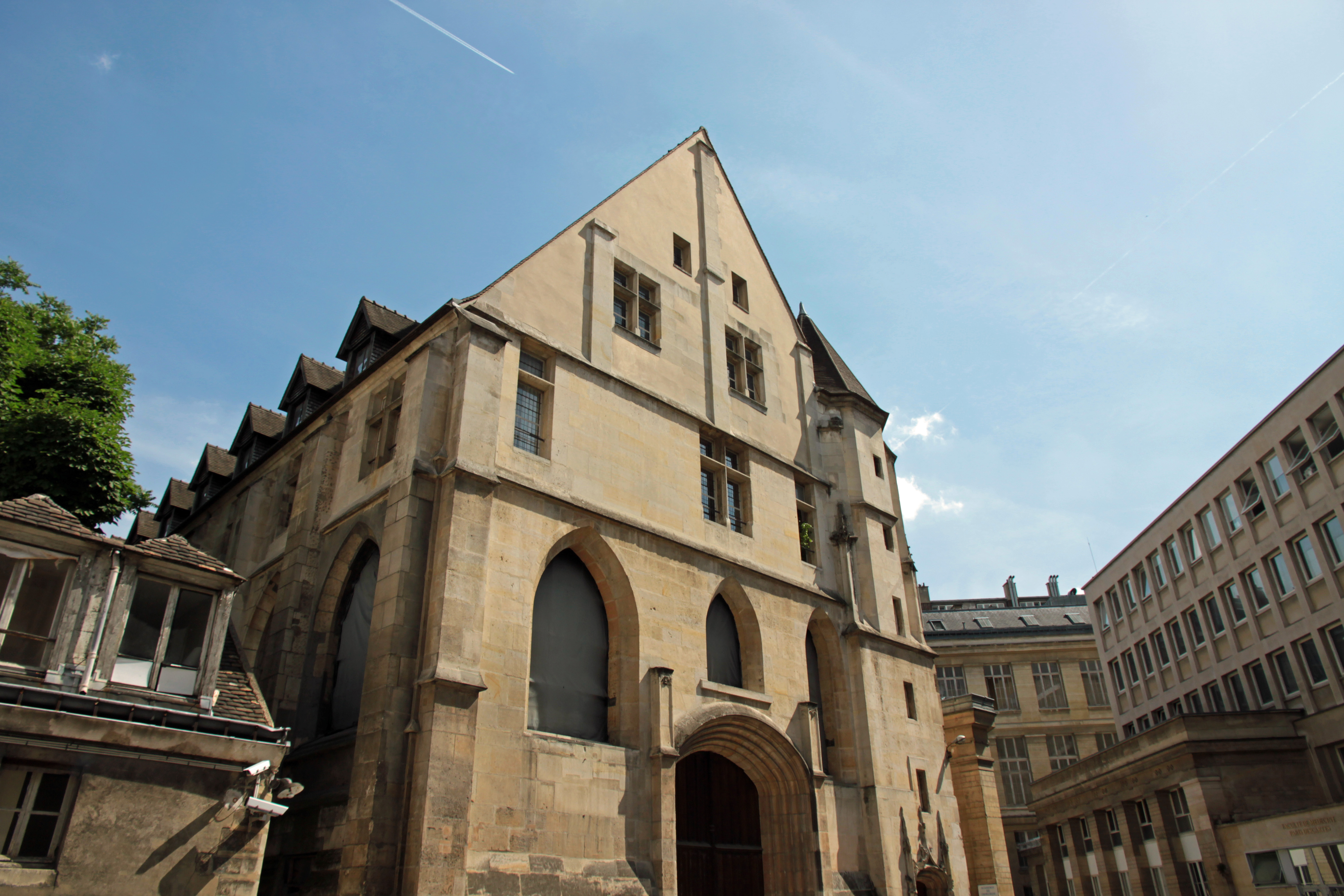
Réfectoire des Cordeliers, 1360

- Le couvent des Cordeliers possédait de nombreux manuscrits, en particulier une Chronique dite Chronique des Cordeliers de Paris. Le manuscrit est aujourd'hui à la Bibliothèque Nationale. Cette Chronique s'étend de la création du monde à l'année 1434. Certaines informations sur la cour de Charles VII et la vie de Jeanne d'Arc ont été publiées par l'historien Jules Quicherat.

### L'éclat duXVIesiècleet le grand incendie
- Le tombeau d’Albert-Pie de Savoie, comte de Carpi (+1531) est exposé au Musée du Louvre.
- À la Renaissance le collège des Cordeliers ouvre une salle d'anatomie pour les chirurgiens, située dans l’amphithéâtre Saint-Côme. Voir le plan de Paris de 1550.

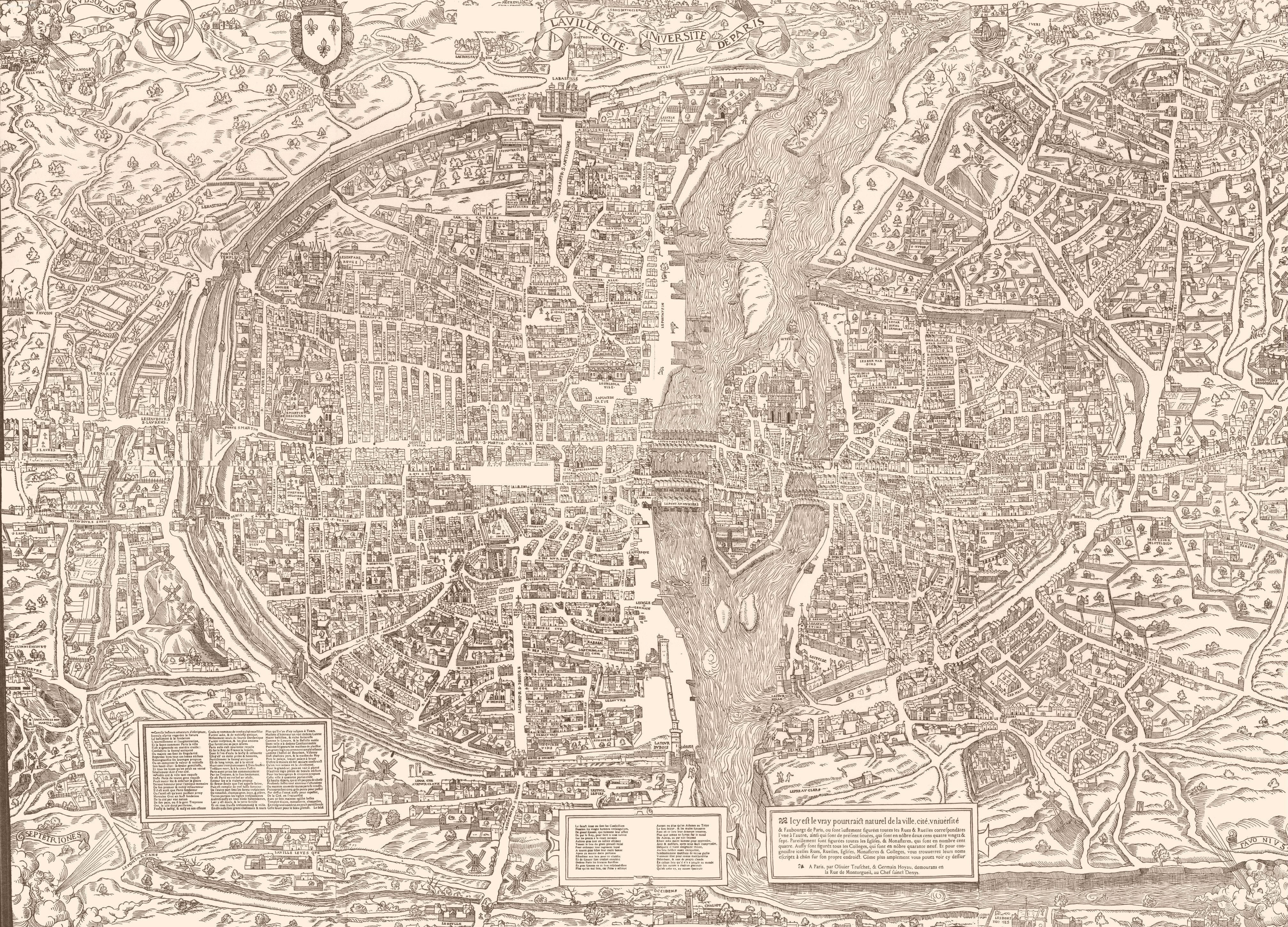
Plan de Paris vers 1550, sur la droite de l'image, le collège des Cordeliers jouxte les remparts de Paris.

- L'église possédait une importante collection de vitraux représentant de nombreuses personnalités illustres tels que Jacques Amyot[8], Catherine de Médicis, le Duc de Guise, le Duc de Mayenne[9].
- Le tombeau de Guillaume Froelich (1492 ou 1505-1562)[10] qui fut colonel général des gardes suisses y fut inhumé. Son tombeau avec son buste attribué à Pierre Bontemps est exposé au Musée du Louvre[11],[12]
- Un incendie en novembre 1580 détruit une partie importante de l'église et du cloître.

### Les restaurations duXVIIesiècle
- Claude de Bullion, ancien Surintendant des Finances, puis Garde des Sceaux de Louis XIII, donna des libéralités pour que le maître-autel soit refait "à la moderne" (en marbre blanc) flanqué de quatre colonnes en marbre d'Italie, avec bases et chapiteaux de bois doré, et accompagné sur les côtés de deux grandes statues de pierre, celles de saint François et celle de sainte Madeleine[13], fait en 1634 [14].  La chapelle du crucifix concédée à Jean de Besançon devint par alliance la propriété des familles Bullion et Lamoignon[15]. Claude de Bullion fut inhumé en décembre 1640 en la chapelle de la maison Besançon, laquelle il avoit fait orner de riches peintures comme y ayant destiné sa sépulture avec ses ancestres maternels[16], nuitamment en raison de son impopularité. Son corps reposait dans l'angle de la chapelle. Son mausolée se trouvait appliqué au mur de la dite chapelle face à l'autel. Il se composait d'un sarcophage en marbre noir orné de fleurs et de trois appliques en bronze et soutenu par quatre consoles de marbre blanc, dont deux figuraient des têtes de femmes voilées, avec un chérubin au milieu[17]. Son fils, Noël de Bullion, et de son petit-fils, Armand-Claude de Bullion, y possèderont leurs mausolées.
- La reconstruction du cloître ne commença que vers 1674.
- Le Nôtre réaménage le jardin derrière la nef.
- La reconstruction du cloître fut achevée vers 1683 par une vaste galerie au-dessus.

### LeXVIIIesiècle
- De nouveaux statuts sont donnés au grand couvent (1733)[18].
- C'est dans la  galerie au-dessus du cloître qu'Edme Verniquet fit exécuter par cinquante ingénieurs ou dessinateurs l'immense plan de Paris que le roi avait commandé le 10 avril 1783. Cela se concrétisa par un plan de poche de Paris (papier sur toile)  par l'ingénieur géographe du roi, Louis Brion de la Tour en 1783[19].

### La Révolution sonne le glas du monastère
- Pendant la Révolution, elle a abrité le Club des Cordeliers et les révolutionnaires.
- La nef a été détruite au début du XIXe siècle. Voir le tableau la Démolition du couvent des Cordeliers de Pierre-Antoine Demachy (vers 1802). 12

- Sur son site on a construit en 1906, le Bâtiment de l’École Pratique de la Faculté de médecine de Paris. Il appartient  actuellement à l'Université Pierre-et-Marie-Curie et une autre partie à la Faculté de Médecine de Paris-Descartes.